# Pan Am Cargo
Pan Am Cargo hay Clipper Cargo là hãng hàng không vận chuyển hàng hóa của Pan American World Airways. Pan Am Cargo trước đây sử dụng các máy bay cánh quạt như Douglas DC-4. Sau năm 1963, Pan Am Cargo bắt đầu dịch vụ vận chuyển hàng hóa bằng máy bay phản lực với máy bay Boeing 707-321C và đã giúp Pan Am nổi trội trong thị trường vận chuyển hàng hóa bằng máy bay.
Pan Am chấm dứt hoạt động của Pan Am Cargo vào năm 1983.

## Đội bay
Vào lúc Pan Am Cargo chấm dứt hoạt động, đội bay của hãng gồm có:
- 4 Boeing 727
- 2 Boeing 747-123F
- 2 Boeing 747-221F
- 1 Boeing 747-273C (Thuê từ World Airways)